# Paul Rostock

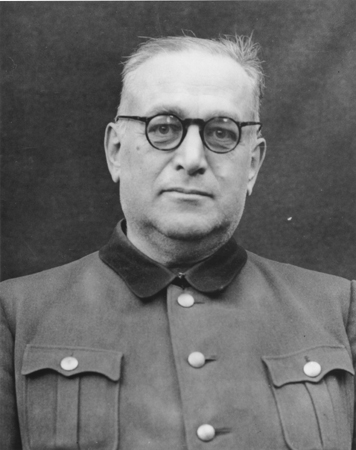
Paul Rostock als Angeklagter im Nürnberger Ärzteprozess

Paul Rostock (* 18. Januar 1892 in Kranz, Landkreis Meseritz; † 17. Juni 1956 in Bad Tölz) war ein deutscher Chirurg, KZ-Arzt und Medizin-Funktionär. Ab 1943 war er der „Beauftragte für medizinische Wissenschaft und Forschung“ des „NS-Generalkommissars für das Sanitäts- und Gesundheitswesen“ Karl Brandt.

## Ärztliche und wissenschaftliche Karriere
Paul Rostock gehörte von 1908 bis 1913 dem Königl. Preußischen Kadettenkorps an. Seit 1913 studierte er Medizin an den Universitäten Greifswald und Jena. Von 1915 bis 1918 leistete er Kriegsdienst. 1919 trat Rostock der DNVP bei. 1922 wurde er an der Universität Jena zum Dr. med promoviert. Anschließend arbeitete er als Assistenzarzt in der chirurgischen Klinik der Universität Jena. Von 1927 bis 1933 war Rostock Oberarzt am Krankenhaus „Bergmannsheil“ in Bochum, wo er Karl Brandt kennenlernte. Ab 1933 war Rostock ärztlicher Direktor in Berlin. 1935 wurde er Privatdozent für Chirurgie. 1936 wurde für ihn eine außerplanmäßige Stelle als Professor eingerichtet.
Am 29. Dezember 1937 beantragte Rostock die Aufnahme in die NSDAP und wurde rückwirkend zum 1. Mai desselben Jahres aufgenommen (Mitgliedsnummer 5.917.621). 1939 wurden ihm die Aufgaben eines beratenden Chirurgen der Wehrmacht übertragen. Am 20. Februar 1940 trat er dem Nationalsozialistischen Deutschen Ärztebund (Mitglieds-Nr. 31.569) bei. 1941 wurde Rostock auf Anordnung Hitlers zum ordentlichen Professor an der Universität Berlin und zum Leiter der II. Chirurgischen Universitätsklinik in der Charité ernannt, wo Karl Brandt als stellvertretender medizinischer Direktor und weitere prominente NS-Chirurgen tätig waren. Von 1942 bis 1945 war Rostock Dekan der medizinischen Fakultät an der Universität Berlin. 1943 berief ihn der „Generalkommissar für das Sanitäts- und Gesundheitswesen“ Karl Brandt zu seinem „Beauftragten für medizinische Wissenschaft und Forschung“.

## Beteiligung an Menschenversuchen
Mit Karl Brandt, Siegfried Handloser, Oskar Schröder, Karl Genzken, Eugen Haagen und anderen NS-Funktionsträgern war Paul Rostock an der Planung und Durchführung verschiedener medizinischer Versuchsreihen an Kriegsgefangenen und KZ-Häftlingen beteiligt: In der Zeit von Dezember 1941 bis Februar 1945 an Typhusepidemie-Immunisierungsversuchen im Konzentrationslager Natzweiler-Struthof, zwischen Juni 1943 und Januar 1945 an Experimenten des Kriminaltechnischen Instituts (KTI) der Sicherheitspolizei zur Erforschung der epidemischen Gelbsucht und zur Entwicklung eines entsprechenden Impfschutzes in den Konzentrationslagern Sachsenhausen und Natzweiler sowie in der Zeit von Juli bis September 1944 an Meereswasserversuchen zugunsten der Luftwaffe im Konzentrationslager Dachau in der biochemischen Versuchsstation im Krankenrevier Block 1.

## Nürnberger Ärzteprozess
Nach Ende des Zweiten Weltkrieges gehörte Rostock als hochrangiger NS-Arzt zu den im Nürnberger Ärzteprozess angeklagten Personen, denen die Planung und die Organisation von Kriegsverbrechen und Verbrechen gegen die Menschlichkeit vorgeworfen wurden. Er wurde in diesem Verfahren von dem Rechtsanwalt Hans Pribilla verteidigt. Durch das Urteil des amerikanischen Militärtribunals vom 20. August 1947 wurde Rostock aus Mangel an Beweisen freigesprochen.
Nach seiner Haftentlassung ließ sich Rostock in Bayern nieder. Ab 1948 war er als Chefarzt im Versehrtenkrankenhaus in Possenhofen tätig, 1950 wurde er Chefarzt des Versehrtenkrankenhauses in Bayreuth. Nach vierjähriger Tätigkeit zog er 1954 nach Bad Tölz, wo er 1956 starb.

## Veröffentlichungen (Auswahl)
- mit Paul Diepgen: Das Universitätsklinikum in Berlin. Seine Ärzte und seine wissenschaftliche Leistung (1810–1933). J. A. Barth, Leipzig 1939.
- Lehrbuch der speziellen Chirurgie. Leipzig 1941.
- Erkennung und Behandlung der Knochenbrüche und Verrenkungen. Leipzig 1942.
- Unfallbegutachtung. 2., umgearbeitete Auflage. Berlin 1951.